# Grimmia pseudoanodon
Grimmia pseudoanodon är en bladmossart som beskrevs av Hironori Deguchi 1987. Grimmia pseudoanodon ingår i släktet grimmior, och familjen Grimmiaceae. Inga underarter finns listade i Catalogue of Life.